# Kråkö kapell
Kråkö kapell är en kyrkobyggnad i Kråkö hamn söder om Hornslandet öster om Hudiksvall. Kapellet tillhör Hudiksvallsbygdens församling i Uppsala stift.

## Kapellet
Kapellet byggdes genom Hudiksvallsprosten Olof Johansson Bromans försorg. Han bekostade kapellet med egna medel när andra inte ville stödja honom. Han lät timra kapellet i Hudiksvall. Den 27 juni 1736 forslade han ut kapellet till Kråkön för uppmontering. Redan den 11 juli 1736 kunde den viljestarke prosten förrätta invigningen av guds hus. En minnestavla till höger om altaret talar sitt tydliga språk: ”Til Guds Namns Äro och Öje-Boernas Tiänst hafwer Mag: Ol: Joh: BROMAN med egen Bekostnad Upbygt thetta Capell 1736.”
Kapellet ligger högt beläget i utkanten av Kråkö hamn, med kyrkklockan i en stapel vid västväggen. Nedanför kapellet finns prästkammaren, som prästen använde under prästhelg och i dag närmast fungerar som museum.

## Inredning
- Predikstolen är från 1755 och kommer från Idenors kyrka. Den moderniserades i samband med en omfattande restaurering 1851–52.
- Altartavlan är, enligt en tradition, från Idenor och förändrades också i restaureringen 1851–52.
- Dopskålen är ursprungligen en pokal, som Kråkö salteri fick av Gävleborgs läns hushållningssällskap 1927.
- Bänkinredningen är sluten och sannolikt från 1736.
- Kristallkronan, en ovanlighet i ett skärgårdskapell, är en gåva till kapellets hundraårsjubileum 1836.
- Votivskeppen är relativt nya. Karavellen med hög akter är tillverkad av Pelle Blomkvist, Hudiksvall, och skänkt till kapellets tvåhundraårsjubileum 1936 av Kråkö hamnlag. Den fyrmastade barken är en gåva från Anna Dahlström 1945.
- Altarmattan är komponerad av Marthe Bohm.
- Oljemålningen ovanför ingången är från 1700-talet och föreställer den förlorade sonens återkomst.
- På norra väggen finns en porträtt av Olof Broman, en kopia från 1936 målad av Anna-Stina Murray av originalet i Hudiksvalls kyrka från 1748.
- På södra väggen hänger kung Karl IX, som förlänade Kråkön och de andra öarna till Hudiksvalls stad.